# Le Rouge et le Noir (film, 1920)
Pour les articles homonymes, voir Le Rouge et le Noir (homonymie).
Pour plus de détails, voir Fiche technique et Distribution.
Le Rouge et le Noir (Il rosso e il nero) est un mélodrame italien réalisé par Mario Bonnard et sorti en 1920.
Il s'agit d'une adaptation du roman Le Rouge et le Noir de Stendhal, publié en 1830.

## Fiche technique
- Titre original italien : Il rosso e il nero[1],[2]
- Titre français : Le Rouge et le Noir
- Réalisateur : Mario Bonnard
- Scénario : Antonio Lega d'après le roman homonyme de Stendhal
- Photographie : Alessandro Bona
- Société de production : Celio Film (it)
- Pays de production :  Royaume d'Italie
- Langue originale : italien
- Format : Couleur par Eastmancolor - 1,33:1 - muet - 35 mm
- Durée : 2 345 mètres
- Genre : Mélodrame
- Dates de sortie :
  - Royaume d'Italie : 22 octobre 1920 (Rome)[2]

## Distribution
- Mario Bonnard : Julien Sorel
- Maria Caserini
- Nini Dinelli
- Vittoria Lepanto : Luisa Renal
- Ugo Piperno : Renal
- Nini' Dinelli : Mathilde De La Mole
- Maria Caserini Gasperini
- Jole Gerli
- Rinaldo Rinaldi (it)
- Mario Ferrari
- Gino Ravenna
- Giuseppe Pierozzi